# Something New (EP)
Something New es el cuarto EP de la cantante surcoreana Taeyeon. El álbum fue lanzado el 18 de junio de 2018 por SM Entertainment y consta de seis canciones, incluida la canción principal del mismo nombre, "Something New".

## Antecedentes y lanzamiento
El 12 de junio de 2018, SM Entertainment anunció que el tercer EP de Taeyeon se lanzaría el 18 de junio de 2018. . Esto marcará el primer EP de Taeyeon lanzado después de su último álbum This Christmas: Winter Is Coming, lanzado en diciembre de 2017.  El 14 de junio de 2018, se lanzó el teaser del video musical de la canción principal "Something New" y atrajo la atención por su cinematografía. En enero de 2019, el video musical "Something New" superó los 10 millones de visitas en YouTube.

## Listas de canciones
| Something New |                                                     |               | |                           |          |  |
| N.º           | Título                                              | Letras        | Música | Arreglo                   | Duración |  |
| 1.            | «Something New»                                     | Ji Yu-ri      | Dem Jointz, Macy Maloy, Ryan S. Jhun | Dem Jointz, Yoo Young-jin | 3:20     |  |
| 2.            | «'저녁의 이유 (All Night Long)» (feat Lucas de NCT) | Kenzie        | Kenzie, Michael Woods (Rice n' Peas), Kevin White (Rice n' Peas), MZMC, Yinette Claudette Mendez                                                                    | Rice n' Peas              | 3:42     |  |
| 3.            | «바람 바람 바람 (Baram X 3)»                        | Jo Yoon-kyung | Karen Poole, Sonny J. Mason, Emily Warren | Sonny J. Mason            | 3:28     |  |
| 4.            | «너의 생일 (One Day)»                               | Jo Yoon-kyung | Mike Woods (Rice n' Peas), Kevin White (Rice n' Peas), MZMC, Andrew Bazzi (Rice n' Peas & The Heavy Group), Kiana Brown (The Heavy Group), Yinette Claudette Mendez | Rice n' Peas              | 3:30     |  |
| 5.            | «Circus»                                            | Jo Yoon-kyung | Denniz Jamm, Allison Kaplan, Le'mon (Joombas) | Denniz Jamm               | 3:54     |  |
| 6.            | «Something New»                                     | Ji Yu-ri      | Dem Jointz, Macy Maloy, Ryan S. Jhun | Dem Jointz, Yoo Young-jin | 2:59     |  |
| 20:53         |                                                     |               | |                           |          |  |

## Posicionamiento en las listas

### Semanal
| Gráfico (2018)       | Mejor posición |
| -------------------- | -------------- |
| Corea del Sur (Gaon) | 3              |

### Anuales
| Gráfico (2019)       | Mejor posición |
| -------------------- | -------------- |
| Corea del Sur (Gaon) | 63             |

## Historial de lanzamiento
| País          | Fecha               | Formato              | Distribuidora    | Ref.  |
| ------------- | ------------------- | -------------------- | ---------------- | ----- |
| Corea del Sur | 18 de junio de 2018 | CD, descarga digital | SM Entertainment | [ 8 ] |
| Mundo         | 18 de junio de 2018 | Descarga digital     | SM Entertainment | [ 9 ] |